# Debeka
Die Debeka ist eine deutsche Versicherungsgruppe mit Hauptsitz in Koblenz. Die Gruppe umfasst unter anderem eine private Krankenversicherung, eine Bausparkasse und die Debeka BKK als Krankenkasse.

## Geschichte

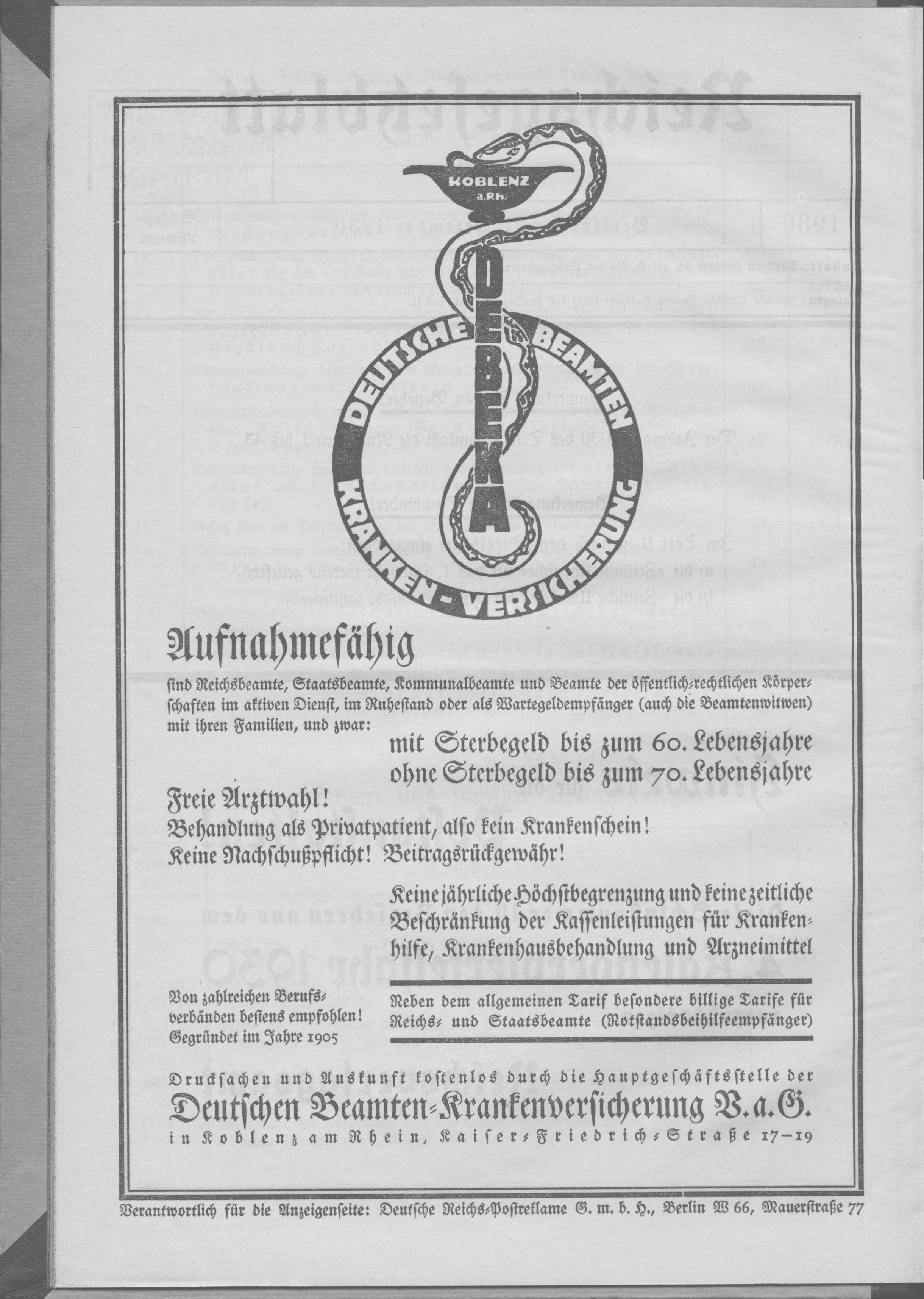
Werbung im Reichsgesetzblatt 1930

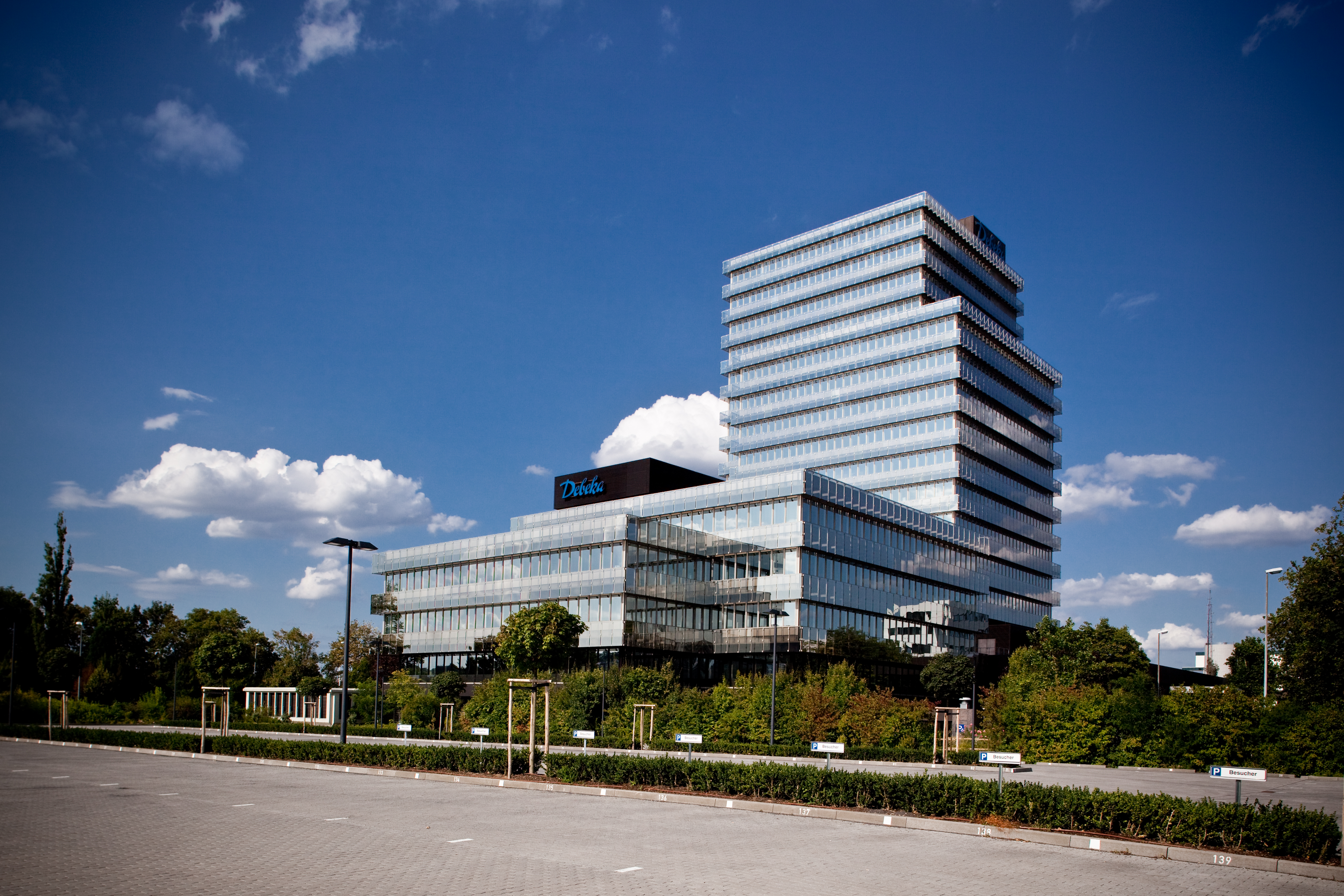
Die Hauptverwaltung der Debeka in Koblenz

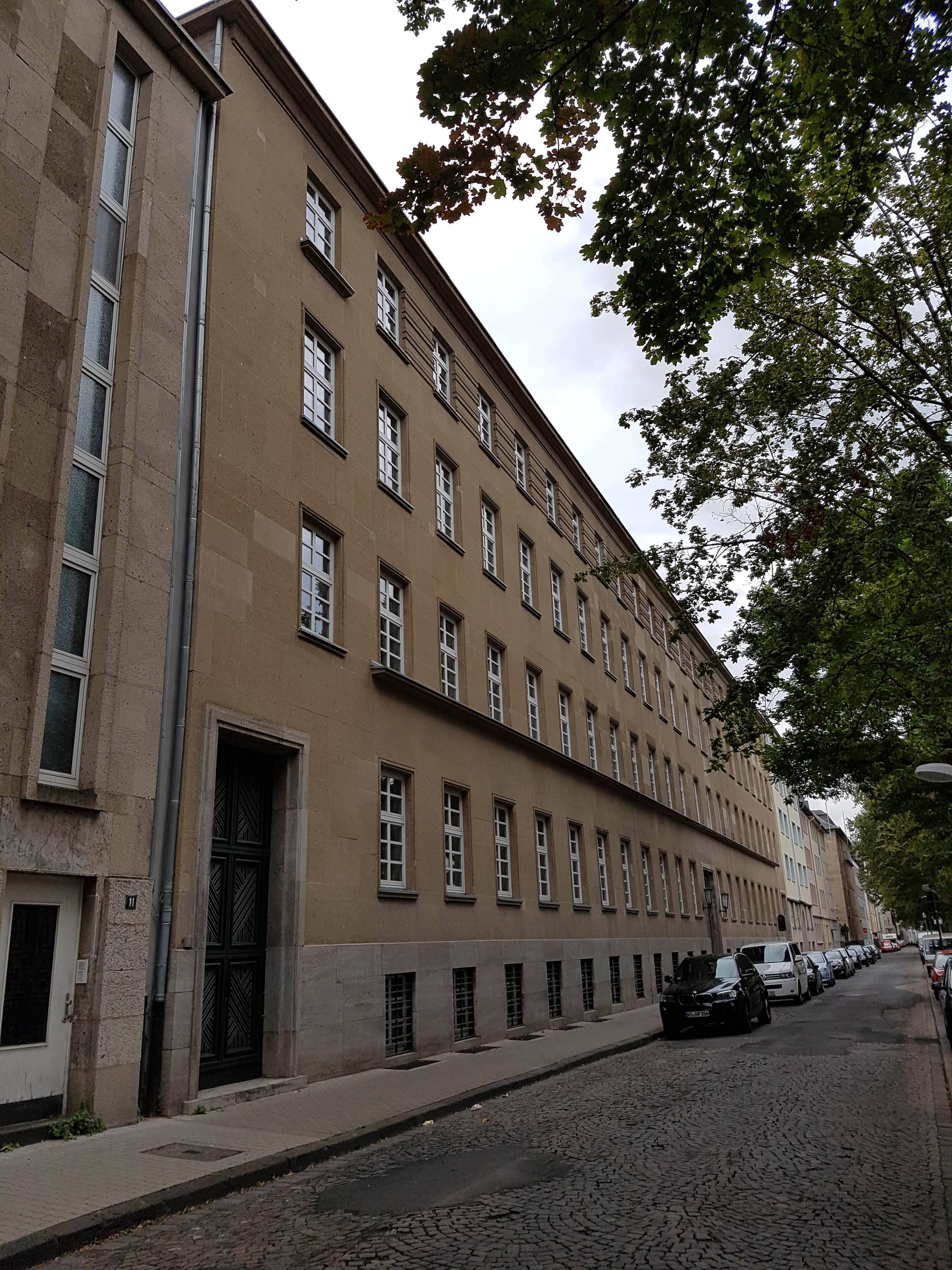
Ehemaliges Bürohaus der Deutschen-Beamten-Krankenversicherung in der Südallee

Das Unternehmen wurde am 2. Juli 1905 als Krankenunterstützungskasse für die Gemeindebeamten der Rheinprovinz gegründet. Die Gründungsversammlung fand im historischen Ratssaal des Rathauses St. Johann der Stadt St. Johann an der Saar statt (seit 1909 ein Stadtteil von Saarbrücken). Erster Vorsitzender war der Gründer, der Koblenzer Stadtsekretär Josef Funken. Im Jahr 1906 wurde der Geschäftsbetrieb auf Preußen und 1910 auf das ganze Deutsche Reich ausgedehnt. Der neue Name lautete nun Krankenkasse für die Gemeindebeamten und -Angestellten des Deutschen Reiches Versicherungsverein auf Gegenseitigkeit – Sitz Coblenz am Rhein. Erste hauptamtliche Mitarbeiter und Lehrlinge wurden 1923 beschäftigt und Büroräume in der Alten Burg in Koblenz bezogen. Ab Februar 1925 wurde der aufnahmefähige Personenkreis um Reichs- und Staatsbeamte erweitert. Zum 1. Januar 1928 erfolgte die entsprechende Namensänderung in Deutsche Beamten-Krankenversicherung Versicherungsverein auf Gegenseitigkeit Sitz Koblenz am Rhein vormals Krankenkasse für die Gemeindebeamten und -Angestellten des Deutschen Reiches. Zu gleicher Zeit bezog das Unternehmen sein erstes eigenes Verwaltungsgebäude das Bürohaus der Deutschen-Beamten-Krankenversicherung in der Südlichen Vorstadt von Koblenz. Im Jahr 1932 wurden die ersten hauptamtlichen Außendienstmitarbeiter beschäftigt. Aus den Anfangsbuchstaben Deutsche Beamten-Krankenversicherung entwickelte sich später durch phonetische Ableitung der heutige Name Debeka.
Die Debeka erwarb die Flächen des dem Hauptsitz zuvor benachbarten Landesamtes für Vermessung und Geobasisinformation Rheinland-Pfalz, um ihre Firmenzentrale zu erweitern. Im März 2019 begann die Grundsteinlegung für ein weiteres Hochhaus, das mit einer Brücke über die Ferdinand-Sauerbruch-Straße dem älteren Hochhaus der Versicherung verbunden wurde. Das Gebäude wurde im November 2023 eröffnet, die Baukosten lagen bei 140 Millionen Euro.

## Vorstandsvorsitzende
- 1976–2002: Peter Greisler[11][12]
- 2002–2018: Uwe Laue
- seit 2018: Thomas Peter Brahm[13]

## Struktur und Geschäftsdaten
Die Unternehmensgruppe besteht im Kern aus folgenden Unternehmen:
- D e b e k a Krankenversicherungsverein auf Gegenseitigkeit Sitz Koblenz am Rhein (seit 1. November 1905; privater Krankenversicherer)
  - Debeka Allgemeine Versicherung Aktiengesellschaft Sitz Koblenz am Rhein (seit 1981)
  - Debeka Bausparkasse Aktiengesellschaft Sitz Koblenz am Rhein (seit 1974)
- Debeka Lebensversicherungsverein auf Gegenseitigkeit Sitz Koblenz am Rhein (seit 1947)
  - Prorente-Debeka Pensions-Management GmbH (seit 1995)
  - Debeka Pensionskasse AG (seit 2002)
- Debeka Unterstützungskasse e. V. (seit 2010)
- Debeka BKK (seit 1995; Körperschaft des öffentlichen Rechts, Träger der gesetzlichen Krankenversicherung)

Die beiden größten Unternehmen der Debeka-Gruppe, die Kranken- und Lebensversicherung, sind Versicherungsvereine auf Gegenseitigkeit. Die Kapitalgesellschaften sind 100%ige Tochtergesellschaften der beiden Versicherungsvereine und führen ihre Gewinne ab.
Ende 2024 beschäftigte die Debeka 16.372 Angestellte, darunter 8.095 Außendienstmitarbeiter und 1.539 Auszubildende und dual Studierende.
Die Debeka betreute 2024 ca. 7,5 Millionen Kunden über ein Netz mit ca. 240 Geschäftsstellen, geführt durch 25 Landesgeschäftsstellen. Der Bestand an Verträgen belief sich Ende 2024 auf mehr als 21,5 Millionen, davon über 10,6 Millionen Kranken- und Pflegeversicherungen. Das Beitragsvolumen der Versicherungsunternehmen lag bei 13,24 Milliarden Euro. Zusammen mit der Bausparkasse betrugen die Geldeingänge und Beitragseinnahmen der Debeka-Gruppe Ende 2024 15,55 Milliarden Euro. Der Krankenversicherungsverein ist mit mehr als 2,5 Millionen Vollversicherten die größte private Krankenversicherung Europas.